# Emilijo Kovačić
Emilijo Kovačić (Zara, 11 gennaio 1968) è un ex cestista e allenatore di pallacanestro croato.
Alto 2,08 metri, giocava nel ruolo di pivot, le sue caratteristiche principali erano lo spirito di sacrificio e l'abilità nella difesa e nelle stoppate.

## Carriera
Kovačić è conosciuto in Italia per aver giocato nella Fortitudo Bologna dal 2001 al 2003.
Faceva parte della nazionale croata che vinse il bronzo agli europei del 1993.

## Palmarès
- Coppa di Slovenia: 2

Union Olimpija: 2000, 2001